# Crypsirina
Crypsirina je rod ptáků z čeledi krkavcovití (Corvidae).

## Systém
Seznam dosud žijících druhů:
- Straka kápovitá – Crypsirina cucullata
- Straka tmavá – Crypsirina temia